# Região Geográfica Intermediária de Altamira
A Região Geográfica Intermediária de Altamira é uma das sete regiões intermediárias do estado brasileiro do Pará e uma das 134 regiões intermediárias do Brasil, criadas pelo Instituto Brasileiro de Geografia e Estatística (IBGE) em 2017. É composta por 9 municípios, distribuídos em duas regiões geográficas imediatas.
Sua população total estimada pelo Instituto Brasileiro de Geografia e Estatística (IBGE) para 1º de julho de 2018 é de 333 702 habitantes, distribuídos em uma área total de 304 742,502 km².
Altamira é o município mais populoso da região intermediária, com 113 195 habitantes, de acordo com estimativas de 2018 do Instituto Brasileiro de Geografia e Estatística (IBGE).

## Regiões geográficas imediatas
| Região geográfica imediata                          | Municípios                                                                            | População Estimativa 2018 | Área (km²)  |
| --------------------------------------------------- | ------------------------------------------------------------------------------------- | ------------------------- | ----------- |
| Região Geográfica Imediata de Altamira              | Altamira Anapu Brasil Novo Medicilândia Senador José Porfírio Uruará Vitória do Xingu | 259 102                   | 214 364,687 |
| Região Geográfica Imediata de Almeirim-Porto de Moz | Almeirim Porto de Moz                                                                 | 74 600                    | 90 377,815  |
| Total                                               | 9                                                                                     | 333 702                   | 304 742,502 |